# Nicolae Ștefănuță
Nicolae Ștefănuță é um político romeno que actua como membro do Parlamento Europeu pela União Salvar a Roménia desde 2019.

No parlamento, Ștefănuță actua na Comissão dos Orçamentos e na Comissão do Ambiente, da Saúde Pública e da Segurança Alimentar. Em 2020, ele também se juntou ao Comité Especial sobre o Combate ao Cancro.